# Tomé I de Saluzzo

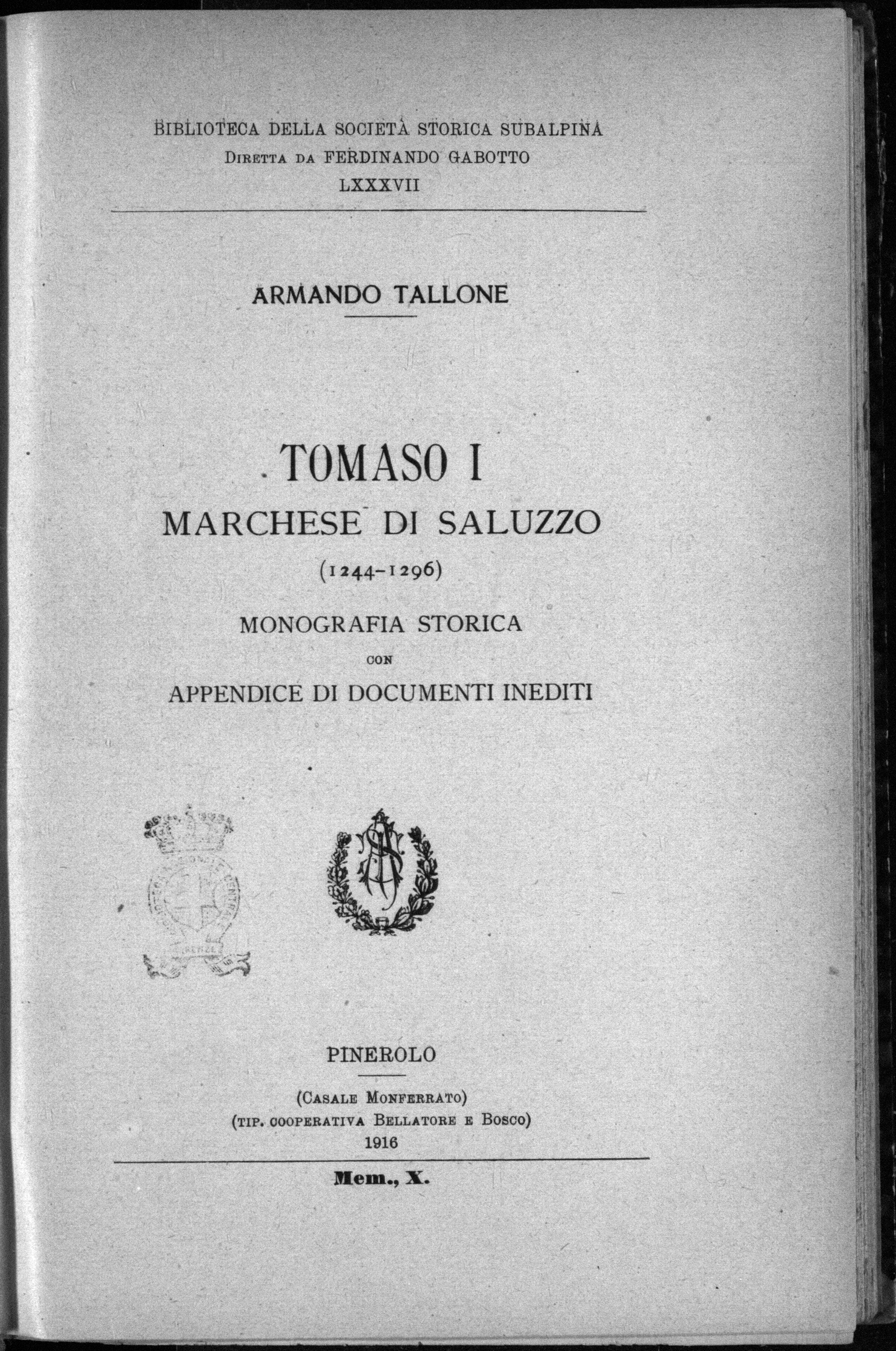
Armando Tallone, Tomaso I Marchese di Saluzzo, 1916

Tomé I de Saluzzo (1239–1296) foi o quarto Marquês de Saluzzo de 1244 até sua morte. Era filho de Manfredo III e Beatriz de Saboia e neto de Amadeus IV, conde de Saboia.

## Biografia
Sob o reinado de Tomé, Saluzzo floresceu, alcançando uma grandeza que havia escapado aos seus antepassados. Ele criou um estado cujas fronteiras permaneceram inalteradas por mais de dois séculos. Estendeu a marcha para incluir Carmagnola, estava frequentemente em desacordo com Asti e era o principal inimigo de Carlos de Anjou e de suas pretensões italianas. Durante seu mandato, fez de Saluzzo uma cidade livre, dando-lhe um podestà para governar em seu nome. Ele defendeu vigorosamente seus castelos e roccaforti (fortalezas) e construiu muitos novos nas cidades.

## Casamento e descendência
Casou-se com Luigia di Ceva. Eles tiveram:
- Manfredo IV, sucedeu ao seu pai[1]
- Alice FitzAlan, que se casou com Ricardo Fitzalan, 1.º Conde de Arundel[2]